# カーネギー国際平和基金
カーネギー国際平和基金（カーネギーこくさいへいわききん、Carnegie Endowment for International Peace (CEIP)）は、国際関係に関する超党派のシンクタンクである。アメリカ合衆国ワシントンD.C.に本部を置き、2016年時点ではロシア連邦（モスクワ）、中東のレバノン（ベイルート）、中華人民共和国（北京）、欧州（ベルギーの首都ブリュッセル）、インド（ニューデリー）に支部を置いていたが、モスクワセンターは2022年ロシアのウクライナ侵攻下の同年4月、ロシア政府により閉鎖させられた。1910年にアンドリュー・カーネギーによって設立された。国際協力を推進し、アメリカによる積極的な国際問題への関与を促進することを目的としている。日本語ではカーネギー国際平和財団（カーネギーこくさいへいわざいだん）とも訳される。
ペンシルベニア大学の2019年の報告書で、世界で最も影響力のあるシンクタンクと報告された。2015年の報告書では、ブルッキングス研究所、チャタムハウスに次ぐ世界3位だった。2018年の報告書では、無党派のシンクタンクのトップとなっている。
元アメリカ合衆国商務長官のペニー・プリツカーが評議員会議長(Chair of the Board of Trustees)を、マリアーノ＝フロレンティーノ・クエリャルが理事長(President)を務める。

## 歴史

### 設立

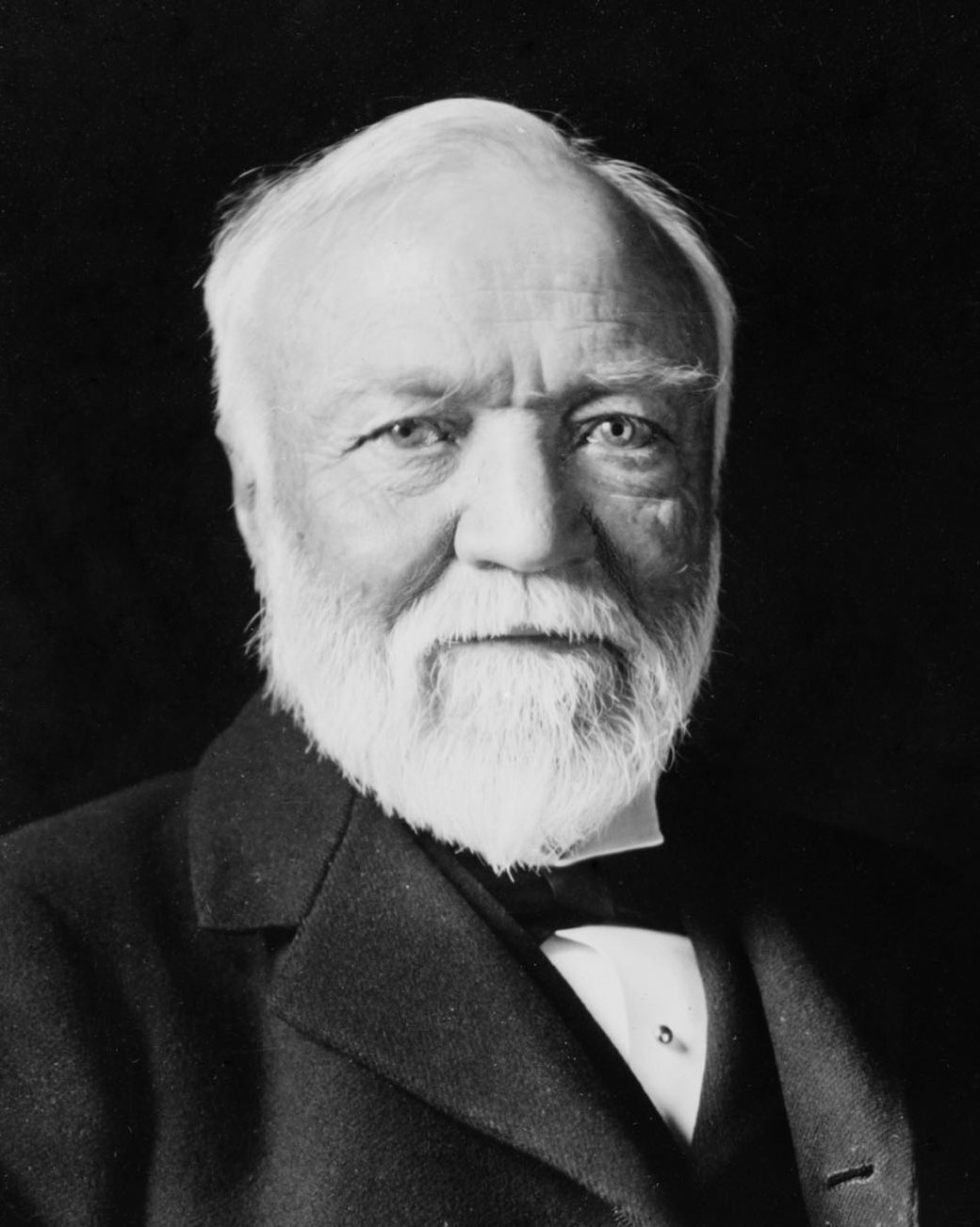
設立者、アンドリュー・カーネギー（1913年）

アメリカの実業家アンドリュー・カーネギーは国際協調主義者であり、国際法や国際機関を強化することにより戦争をなくすことができると考えていた。カーネギー国際平和基金は、そのための機関として設立されたものである。
75歳の誕生日を迎えた1910年11月25日、カーネギーは1千万ドルに相当する年利5%の第一抵当権付社債を元手とする基金を設立し、この利子による収入により、世界平和に関するシンクタンクを設立することを発表した。同年12月14日に提出した寄贈証書で、カーネギーは、評議員に対してこの基金を「我々の文明における最大の汚点である国際戦争の早期の全廃」のために使うよう求め、その目的を達成するために採られる方針に対する幅広い裁量を評議員に対し与えた。
カーネギーは、アメリカ合衆国上院議員、元アメリカ合衆国陸軍長官・国務長官で、自身の長年にわたる助言者であったエリフ・ルートを、基金の初代理事長に任命した。ルートは1925年までその地位にあり、その間の1912年にノーベル平和賞を受賞した。設立時の評議員には、ハーバード大学学長チャールズ・W・エリオット、慈善家のロバート・S・ブルッキングス、元駐英大使のジョセフ・ホッジス・チョート、元国務長官ジョン・W・フォスター、カーネギー教育振興財団理事長ヘンリー・スミス・プリチェットらがいた。

### 最初の50年: 1910-1960年

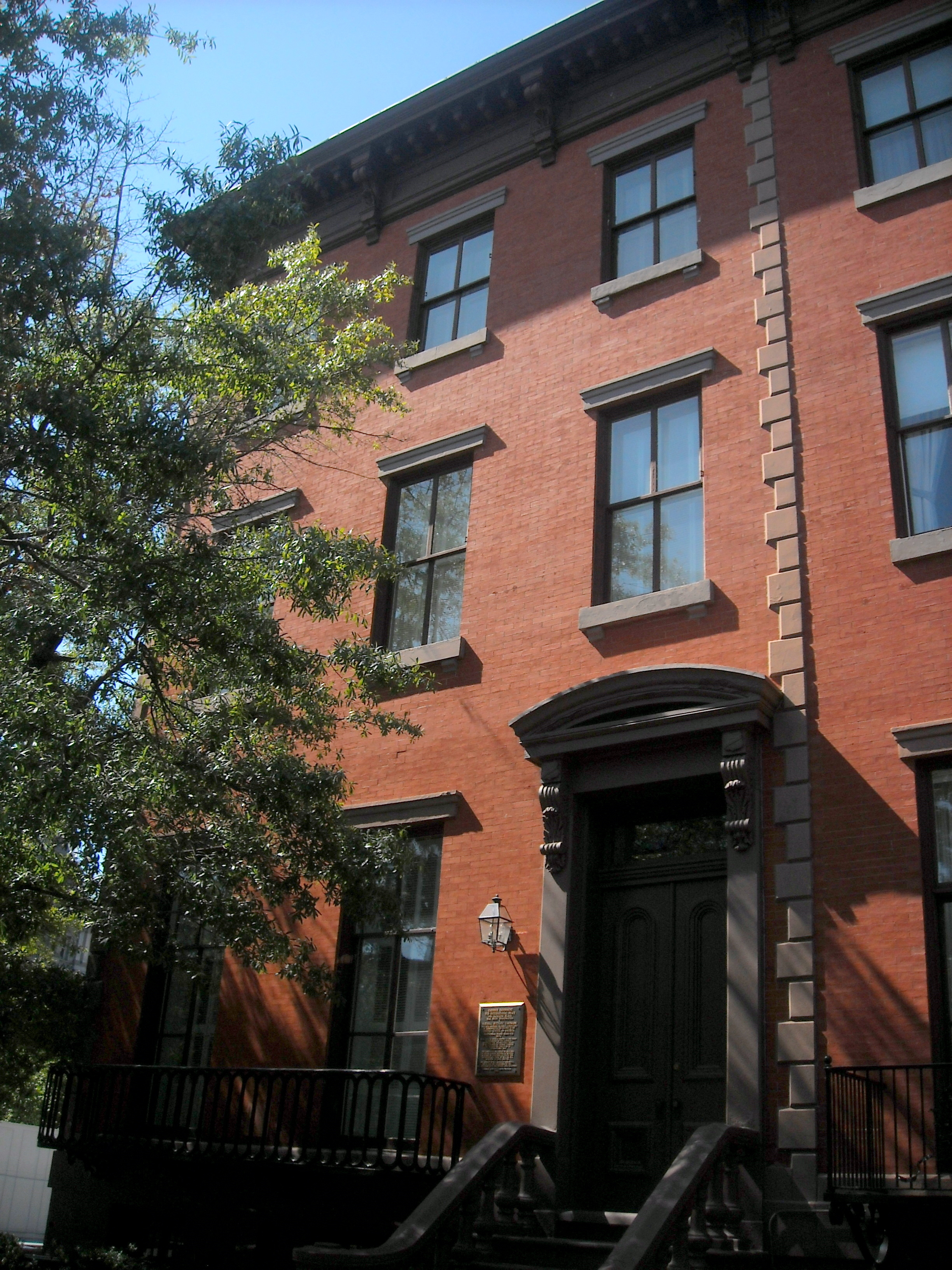
1910年から1947年まで本部が置かれたピーター・パーカー・ハウス（ワシントンD.C.、ジャクソン・プレイス700番地）

1913年、スイスでの平和基金会議には日本からは小川郷太郎が参加した。
1917年、アメリカが第一次世界大戦に参戦したとき、評議員会は「恒久的な国際平和を推進する最も効果的な手段は、民主主義の最終的な勝利のためにドイツ帝国政府との戦争を遂行することである」と満場一致で決議した。1918年12月、事務局長ジェームズ・ブラウン・スコットとジェームズ・T・ショットウェルら国際平和基金事務局の職員4人は、アメリカ合衆国大統領ウッドロウ・ウィルソンとともにパリ講和会議に参加した。
カーネギーは世界各地にカーネギー図書館を建設したことでも知られている。当初、この事業に国際平和基金は関与せず、主に英語圏に設置されていた。第一次世界大戦後、大戦で大きな被害を受けたベルギー、フランス、セルビアの3都市に、国際平和基金が図書館を設置した。また、1918年からはアメリカ国内外の市民が国際的な視野を養うために図書館に国際問題に関する蔵書を寄贈する「インターナショナル・マインド・アルコーブ・プログラム」を開始した。このプログラムは1958年まで実施された。
1923年7月14日、国際平和基金はハーグの平和宮内にハーグ国際法アカデミーを設置した。平和宮は、カーネギーの寄付により常設仲裁裁判所のために建設された建造物である。
1925年、ルートに代わってニコラス・バトラーが理事長に就任した。理事長バトラーの発案により、12月にはバチカン図書館への金銭的支援が決定され、1926年から1939年にかけ20万ドルが基金から図書館に寄付された。またバトラーは紛争解決のために武力行使をしないことを約する1928年のケロッグ・ブリアン協定の創設に関わったことなどからも、在任中の1931年、ノーベル平和賞を受賞した。当時の日本には平和財団関係者として升田憲元がいたという。
第二次世界大戦下の1944年11月、国際平和基金はラファエル・レムキンの"Axis Rule in Occupied Europe: Laws of Occupation—Analysis of Government—Proposals for Redress"（占領下ヨーロッパにおける枢軸国の支配: 占領法、政府の分析、是正の提案）を出版した。この本で使われたジェノサイドという言葉は、世界中の辞書に掲載されるようになった。国際平和基金の経済・歴史部門のジェームズ・T・ショットウェルは、1945年4月から開かれた、国際連合憲章を制定するためのサンフランシスコ会議においてアメリカ代表団の顧問を務め、国連人権委員会の常設化を推進した。
1945年12月、理事長兼評議員会議長を20年間務めたバトラーが退任した。バトラーは、国際平和基金の発足当初からの評議員で最後の存命の人物だった。ジョン・フォスター・ダレスが後任の評議員会議長に選出され、1952年にドワイト・アイゼンハワー大統領（アイゼンハワーも国際平和基金の評議員だった）により国務長官に任命されるまでその地位にあった。また、1946年にアルジャー・ヒスが後任の理事長に就任したが、アメリカ共産党のスパイであることが判明し、1948年12月に偽証罪で起訴されたため、1949年に退任した。ヒスの後任には、ジェームズ・T・ショットウェルが就いた後、1950年に元国務省・国連職員で歴史学者のジョーゼフ・E・ジョンソンが就任して1971年まで務めた。
1947年、本部をニューヨークの国連本部ビルの近くに移転した。旧本部が置かれたワシントンD.C.のジャクソン・プレイス700番地のピーター・パーカー・ハウスはワシントン支部となったが、1949年に閉鎖された。

### 冷戦期: 1960-1990年
国際機関の重要性や影響力の増大、新しい兵器を容易に製造できるようにした技術革命、共産主義の拡散、多数の新しい独立国の誕生、グローバル企業や政府間組織などを含む新たな形態の経済活動といった新たな国際問題に対応するために、1963年、国際平和基金は国際法プログラムを再構築した。これにより、ニューヨークに国際連合研究グループ、スイスのジュネーブに国際機関研究グループが発足した。
1971年、トーマス・L・ヒューズが理事長に就任した。ヒューズは本部をニューヨークからワシントンD.C.に戻し、ジュネーブのヨーロッパ支部を閉鎖した。
1978年春、国際平和基金は『フォーリン・ポリシー』誌を完全に傘下にした。同誌は季刊の学術誌だったが、国際平和基金によってグローバル化と国際政治に関するニュースを扱う隔月刊誌へと変化した。同誌は2008年にワシントン・ポストに売却された。
インドとパキスタンの間で核軍拡競争の危険性が高まったことから、ヒューズは、それを緩和する方法を提案するための18人の委員からなる「核拡散防止と南アジアの安全保障に関するタスクフォース」を設置した。

### 冷戦終結後: 1990-2000年
1991年、元外交官のモートン・I・アブラモヴィッツが理事長に就任した。アブラモヴィッツはソ連崩壊後のロシアに注目し、1994年、ロシアの学者の研究拠点となるカーネギー・モスクワ・センターを開設した。
1997年5月、ジェシカ・マシューズが理事長に就任した。2000年、国際的な移民に関する世界初の独立したシンクタンクである移民政策研究所(Migration Policy Institute, MPI)を設立し、ギリシャ系アメリカ人のデメトリオス・パパデメトリオウが所長に就任した。

### 国際シンクタンク: 2000年以降
マシューズは、2007年に策定したグローバル・ビジョンにおいて、「世界初の多国籍・国際シンクタンク」を国際平和基金の新たな目標に定めた。マシューズは、国際平和基金を、世界の考え方をアメリカの政策についての考え方に取り入れ、そしてそれを世界の人々に伝える場所にすることが目標であると述べた。
マシューズの在任中、2006年にベイルートにカーネギー中東センターを、2007年にブリュッセルにカーネギー・ヨーロッパを、2010年に北京の清華大学にカーネギー清華センターを設立した。2011年末、カザフスタンのアル＝ファラビ・カザフ国立大学との提携で「中央アジアに関するアル＝ファラビ・カーネギー・プログラム」を設立した。2016年4月、ニューデリーにカーネギー・インドを設立した。
2015年2月、理事長を18年間務めたマシューズが退任し、元国務副長官のウィリアム・ジョセフ・バーンズが新しい理事長に就任した。。2021年、バーンズがCIA長官に就任したため、カリフォルニア州最高裁判事でスタンフォード大学教授のマリアーノ＝フロレンティーノ・クエリャルが理事長に就任した。

### 歴代役員
| 理事長 - エリフ・ルート (1912–1925) - ニコラス・バトラー (1925–1945) - アルジャー・ヒス (1946–1949) - ジェームズ・T・ショットウェル (1949–50) - ジョーゼフ・E・ジョンソン (1950–1971) - トーマス・L・ヒューズ (1971–1991) - モートン・I・アブラモヴィッツ (1991–1997) - ジェシカ・マシューズ (1997–2015) - ウィリアム・ジョセフ・バーンズ (2015–2021) - トーマス・カロザース（代理）(2021) - マリアーノ＝フロレンティーノ・クエリャル (2021–) | 評議員会議長 - エリフ・ルート (1910–1925) - ニコラス・バトラー (1925–1945) - ジョン・W・デイビス (1946–47) - ジョン・フォスター・ダレス (1947–1953) - ハーヴィー・ホリスター・バンディ (1953–1958) - ホイットニー・ノース・シーモア (1958–1970) - シーモア・ミルトン・カッツ (1970–1978) - ジョン・W・ダグラス (1978–1986) - チャールズ・ズウィック (1986–1993) - ロバート・カースウェル (1993–1999) - ウィリアム・H・ドナルドソン (1999–2003) - ジェームズ・C・ゲイザー (2003–2009) - リチャード・ジョルダーノ (2009–2013) - ハーベイ・V・ファインバーグ (2013–2018) - ペニー・プリツカー (2018–) |

## 本部・支部

### 本部
国際平和基金の本部は、ワシントンD.Cのマサチューセッツ通りの「エンバシー・ロウ」（大使館通り）と呼ばれる区間に面した、スミス＝ヒンチマン＝グリルズの設計により1989年に新築したビルにある。在米パプアニューギニア大使館がこのビルに入居している。本部では、以下の10のプログラムが実施されている。
- アフリカ
- アメリカの国内政治
- アジア
- 民主主義・紛争・統治
- ヨーロッパ
- 中東
- 核政策
- ロシア・ユーラシア
- 南アジア
- 技術と国際情勢

### カーネギー・モスクワ・センター
カーネギー・モスクワ・センターは1993年に設立された。モスクワセンターは、ソ連崩壊後のロシアとユーラシアにおいて「公平な社会科学研究」という概念とその成果の普及を促進し、国家・地域・世界の問題について議論するための自由で開かれた場を提供し、互いの関心・目的・政策を説明することによって米露の協力を促進し関係を強化することを目標としている。2008年より、初のロシア人所長であるドミトリー・トレーニンが所長を務めたが、モスクワセンターは2022年4月、ロシア政府により閉鎖させられた。

### カーネギー中東センター
マルコム・H・カー・カーネギー中東センターは、レバノンのベイルートに2006年11月に設立された。中東センターは、中東の政治変動のプロセスについて情報発信し、それに影響を与える経済と安全保障の複合した問題についての理解を深めることを目的としている。2020年10月、カーネギー中東センターから現在の名称に改称した。

### カーネギー・ヨーロッパ
カーネギー国際平和基金の欧州支部であるカーネギー・ヨーロッパは、2007年にフランスの政治学者ファブリス・ポティエによってブリュッセルで設立された。研究プラットフォームを提供し、世界各地にある国際平和基金の本支部からの視点との結合により、ヨーロッパに国際的課題に対する新しい考え方を提供することを目標としている。

### カーネギー清華国際政治センター
カーネギー清華国際政治センターは、2010年に北京の清華大学に設立された。中国の外交、国際経済と貿易、気候変動・エネルギー、核拡散防止・軍備管理、北朝鮮やアフガニスタン、パキスタン、イランなど世界と地域の安全保障問題などに焦点を当てている。

### カーネギー・インド
カーネギー・インドは、2016年4月にインドのニューデリーに設立された。インドにおける政治経済、外交・安全保障政策、インドの内部変革や国際関係における技術の役割などに焦点を当てている。